# ریو گرانده (بولیویا)
ریو گرانده (بولیویا) (به انگلیسی: Río Grande (Bolivia)) رودخانه‌ای است که در بولیوی جریان دارد.